# Kanton Givet
Kanton Givet (fr. Canton de Givet) je francouzský kanton v departementu Ardensko v regionu Grand Est. Tvoří ho 12 obcí.

## Obce kantonu
- Aubrives
- Charnois
- Chooz
- Foisches
- Fromelennes
- Givet
- Ham-sur-Meuse
- Hierges
- Landrichamps
- Rancennes
- Vireux-Molhain
- Vireux-Wallerand